# Nymphargus megacheirus
Nymphargus megacheirus är en groddjursart som först beskrevs av Lynch och William Edward Duellman 1973.  Nymphargus megacheirus ingår i släktet Nymphargus och familjen glasgrodor. IUCN kategoriserar arten globalt som starkt hotad. Inga underarter finns listade i Catalogue of Life.